# Voyager Station
Voyager Space Station або Voyager Station — орбітальна станція, побудова якої має розпочатись в 2026 році, на якій буде розташований перший комерційний космічний готель.
За побудову першого в світі космічного готелю візьметься американський стартап Orbital Assembly Corporation. Перевозку туристів на Voyager буде здійснювати SpaceX Starship. Станція зможе прийняти 280 гостей та 112 членів екіпажу. Поїздка на космічну станцію коштуватиме пасажиру приблизно 5 млн. доларів США та вимагатиме від нього проходження техніки безпеки й фізичної підготовки перед посадкою на космічний корабель SpaceX для 3½-денної подорожі на станцію.
Voyager Station вперше буде використовувати штучну гравітацію, яка буде імітувати гравітацію Місяця, що вшестеро слабша від гравітації Землі.